# 말레이폴리네시아조어
말레이폴리네시아조어(PMP)는 오스트로네시아어족의 어파 가운데 (현재 화자 수 기준) 가장 큰 말레이폴리네시아어파의 조상 언어를 재구한 것이다. 말레이폴리네시아조어는 타이완 바깥의 모든 오스트로네시아어족 언어 및 타이완 란위섬에서 쓰이는 야미어의 공통 조상이다. 오스트로네시아조어(독일어: Uraustronesisch)를 최초로 체계적으로 재구한 사람은 오토 뎀프볼프인데, 타이완 바깥의 언어들을 기반으로만 재구했으므로, 사실상 오늘날의 말레이폴리네시아조어에 해당하는 언어를 최초로 재구한 것이 된다.

## 음운론

### 자음
말레이폴리네시아조어에는 다음과 같은 자음이 있었다고 재구된다.(Blust 2009)
|                  | 순음 | 치경음 | 경구개음 | 권설음 | 전연구개음 | 후연구개음 | 구개수음 | 성문음 |
| ---------------- | ---- | ------ | -------- | ------ | ---------- | ---------- | -------- | ------ |
| 무성 장애음      | *p   | *t     | *c /c͡ç/  |        |            | *k         | *q       |        |
| 유성 장애음      | *b   | *d     | *z /ɟ͡ʝ/  | *D /ɖ/ | *j /ɡʲ/    | *g         |          |        |
| 비음             | *m   | *n     | *ñ /ɲ/   |        |            | *ŋ         |          |        |
| 마찰음           |      | *s     |          |        |            |            |          | *h     |
| 설측음           |      | *l     |          |        |            |            |          |        |
| 탄음 또는 전동음 |      | *r     |          |        |            | *R /ʀ/     |          |        |
| 접근음           | *w   |        | *y /j/   |        |            |            |          |        |

재구된 음소 *p, *b, *w, *m, *t, *d, *n, *s, *l, *r, *k, *g, *ŋ, *q, *h의 음가는 철자와 동일하다. 기호 *ñ, *y, *z, *D, *j, *R는 Dyen (1947)에서 처음 도입된 표기 관행이다. 각각에 해당하는 음가는 표에 병기했다.
이러한 자음 체계는 조상 언어인 오스트로네시아조어(PAN)의 체계와 꽤 유사하지만, 다음과 같은 세 가지 합류 현상이 특징적이다.
- PAN *t/*C > PMP *t
- PAN *l/*N > PMP *l
- PAN *h/*S > PMP *h

### 모음
오스트로네시아조어의 모음 *a, *i, *u, *e (/ə/)와 하강이중모음 *ay, *aw, *uy, *iw는 변화하지 않았다.

## 다른 관점
최근 연구인 Roger Blench (2016)에서는 단일한 개체로서의 말레이폴리네시아조어가 실제로 존재했는지에 대해 의문을 제기했다. 루손 해협을 건넌 말레이폴리네시아어파의 확장은, 고고학과 언어학의 증거가 가리키듯, 여러 민족으로 구성된 이주 집단이 다양한 지역에 빠르게 퍼져나가 정착한 과정이었다는 것이다. 말레이폴리네시아어파는 하이난 섬으로도 이주했는데, Blench (2016)에서는 흘라이인과 오스트로네시아인들 모두 발버팀식 허리끈 베틀을 사용한다는 점을 언급한다.

## 같이 보기
- 오스트로네시아조어